# Груша Віталій Володимирович
Віталій Володимирович Груша (нар. 20 лютого 1994, Вельбівно, Острозький район, Рівненська область, Україна) — український футболіст, півзахисник футбольного клубу «Буковина».

## Життєпис
Вихованець декількох західноукраїнських футбольних шкіл, у тому числі й УФК-Карпати (Львів). Перший тренер — Володимир Мацюк.
У 2013 році перейшов до клубу «Буревісник» (Кременець), яка виступала в чемпіонаті Тернопільської області. Наступного року повернувся до рідного села, де підсилив місцеву команду, яка виступала в чемпіонаті Рівненської області. А в 2015 році став гравцем більш іменитого аматорського клубу — ОДЕК (Оржів). У складі ОДЕКа дебютував в аматорському чемпіонаті України. Навесні 2017 року приєднався до «Агробізнесу» (Волочиськ), в складі якого став переможцем аматорського чемпіонату України.
У складі «Агробізнесу» дебютував на професіональному рівні 14 липня 2017 року у виїзному поєдинку Другої ліги проти івано-франківського «Прикарпаття» (5:2), в якому відзначився хет-триком. За 5 сезонів провів за команду 129 матчів, в яких відзначився 28 м'ячами. 
У липні 2022 року підписав контракт із київською «Оболонню», з якою відразу ж здобув право виступати в УПЛ. 
| Сезон   | Команда      | Турнір       | М  | Г  |
| ------- | ------------ | ------------ | -- | -- |
| 2017/18 | «Агробізнес» | Друга ліга   | 28 | 16 |
| 2018/19 | «Агробізнес» | Перша ліга   | 26 | 0  |
| 2019/20 | «Агробізнес» | Перша ліга   | 28 | 4  |
| 2020/21 | «Агробізнес» | Перша ліга   | 28 | 5  |
| 2021/22 | «Агробізнес» | Перша ліга   | 19 | 3  |
| 2022/23 | «Оболонь»    | Перша ліга   | 22 | 6  |
| 2023/24 | «Оболонь»    | Прем'єр-ліга | 18 | 0  |
| 2024/25 | «Оболонь»    | Прем'єр-ліга | 25 | 2  |

## Досягнення
«Агробізнес»:
 Переможець другої ліги чемпіонату України: 2017/18
«Оболонь»:
 Срібний призер першої ліги чемпіонату України: 2022/23